# Геретсрид
Геретсрид (њем. Geretsried) град је у њемачкој савезној држави Баварска. Једно је од 21 општинског средишта округа Бад Телц-Волфратсхаузен. Према процјени из 2010. у граду је живјело 23.338 становника. Посједује регионалну шифру (AGS) 9173126.

## Географски и демографски подаци
Геретсрид се налази у савезној држави Баварска у округу Бад Телц-Волфратсхаузен. Град се налази на надморској висини од 605 метара. Површина општине износи 24,6 km². У самом граду је, према процјени из 2010. године, живјело 23.338 становника. Просјечна густина становништва износи 949 становника/km².

## Међународна сарадња
| Мјесто     | Држава    | Врста сарадње | Од    |
| ---------- | --------- | ------------- | ----- |
| Ајдсфол    | Норвешка  | пријатељство  | 1976. |
| Пуставам   | Мађарска  | пријатељство  | 1990. |
| Шамалијер  | Француска | партнерство   | 1983. |
| Никелсдорф | Аустрија  | пријатељство  | 1990. |
| Извор      |           |               |       |